# Tomáš Rada
Tomáš Rada (* 28. September 1983 in Prag) ist ein tschechischer Fußballspieler.

## Vereinskarriere

### Tschechien
Tomáš Rada wuchs in Prag auf und schloss sich der Juniorenabteilung des AC Sparta Prag an. In der großen Konkurrenz des Spitzenvereins konnte sich der Abwehrspieler nicht durchsetzen und wechselte 2001/02 zu FK Baník Most. Er kehrte zu Sparta zurück, machte einige Spiele für das B-Team und wechselte dann zu Viktoria Pilsen.

### Türkei
In der Winterpause 2010/11 wechselte er zusammen mit seinem Teamkollegen Jakub Navrátil zum türkischen Erstligisten Sivasspor. Hier eroberte er sich auf Anhieb einen Stammplatz und machte bis Saisonende 14 Ligaspiele. In der Saison 2011/12 kam er nur sporadisch zu Einsätzen und war in der Regel ein Reservespieler.
Für die Spielzeit 2012/13 wurde er an den tschechischen Verein FC Vysočina Jihlava ausgeliehen.